# Vallalta
Vallalta è una frazione del comune di Concordia sulla Secchia, in provincia di Modena, in Emilia-Romagna.

## Storia
Il territorio di Vallalta fu insediato probabilmente in epoca romana, data la presenza di motte e zone rialzate.
Il primo documento che cita il toponimo di Vallalta, insieme a quello di Fossa, risale al 1252: la chiesa era inclusa nella parrocchia della Corte di Quarantola. Il territorio vallaltese includeva all'epoca anche le aree di Malcantone e delle Segnate. Nel 1376 i Pico autorizzarono il vicario di Quistello a tagliare 500 alberi a Vallalta.
Il 12 ottobre 1513 il territorio di Concordia, inclusa Vallalta, fu assegnato a Francesca Trivulzio.
Nel 1595 venne edificata la collegiata dei canonici (nota come "la Canonica"), su un appezzamento donato da Orazio Viani. In tale edificio, nacque nel 1905 monsignor Antonio Bellini, storico locale.
Nella primavera del 1630 giunsero i Lanzichenecchi con 3000 fanti e 1000 cavalieri, che devastarono Concordia, Fossa, Vallalta e San Possidonio, a cui seguì una grave carestia e l'epidemia di peste del 1630 che causò oltre 500 morti nella sola Vallalta.
L'8 giugno 1805 fu istituito il Comune di Fossa con Vallalta e Tramuschio.
Nel 1815, a seguito della Restaurazione, il Duca di Modena Francesco IV d'Este aggregò Fossa, Vallalta e San Possidonio al territorio di Concordia sulla Secchia.

## Monumenti e luoghi d'interesse

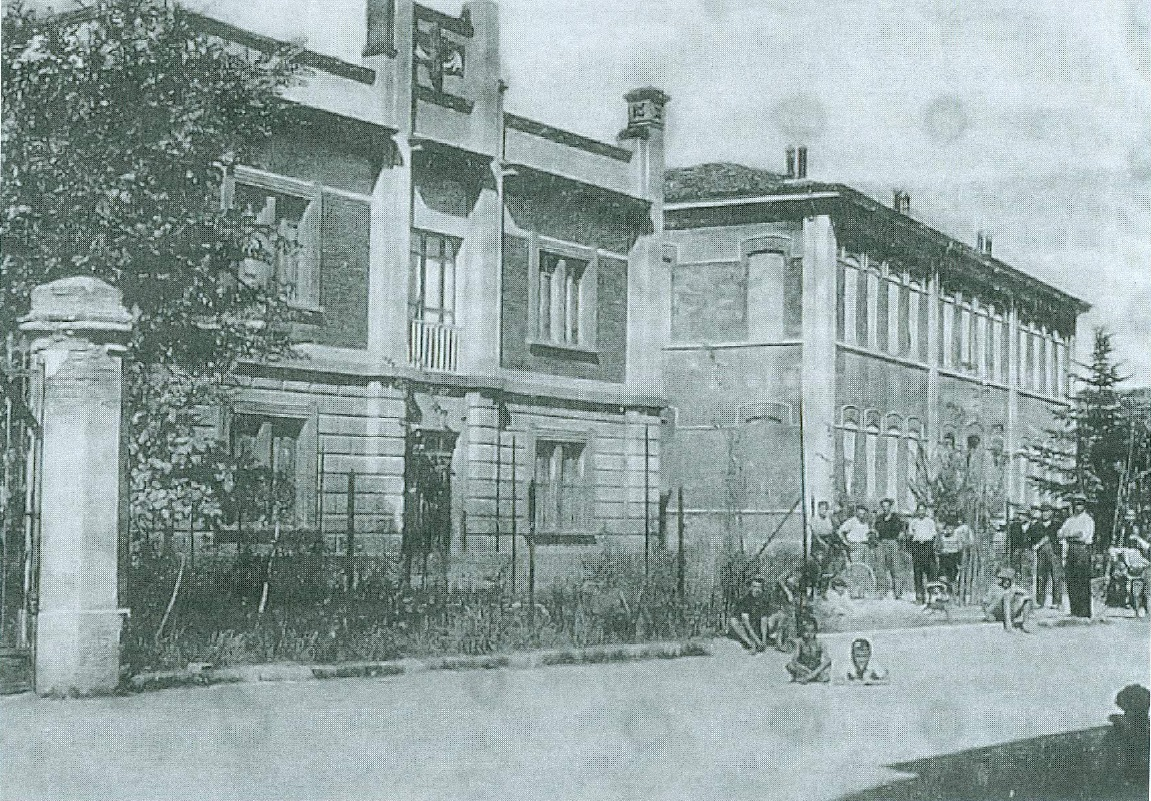
Casa del Fascio e Scuola Elementare di Vallalta (1943)

- Chiesa della Natività della Beata Vergine Maria, originaria del XV secolo e ricostruita nel 1722.
- Palazzo Viani Tagliavacca, edificio monumentale costruito tra il 1778 e il 1785 da Pietro Viani, caratterizzato da due piccole torri sulla facciata meridionale; presenta altresì uno scalone in marmo di Verona, decorazioni a stucco e fastosi affreschi. Fu di proprietà del conte Tagliavacca, seguito dalle famiglie Rizzatti e Battaglia.[3]
- Teatro del Popolo, edificato nel 1927 in stile liberty-umbertino come Casa del Fascio su progetto dell'ingegnere comunale Giuseppe Benatti. Venduto al Comune di Concordia sulla Secchia nel 1933, fu convertito a sala cinematografica nel 1936. Nel secondo dopoguerra venne ridenominata Casa del Popolo e riammodernata nel 1950.